# Џон Воркап Корнфорт
Сер Џон Воркап Корнфорт (енгл. Sir John Warcup Cornforth; Сиднеј, 7. септембар 1917 — Брајтон, 8. децембар 2013), био је аустралијски научник, добитник Нобелове награде за хемију 1975. Награду је добио за истраживање у области стереохемије ензимски катализованих реакција.
Џон Корнфорт је био сасвим глув од своје младости.
Током рата је радио на хемији пеницилина. Нобелова награда за хемију му је додељена 1975, заједно са Владимиром Прелогом, а титулу сер је добио 1977. године.